# إسحاق ماسا
إسحاق ماسا (بالهولندية: Isaac Massa) (و. 1586 – 1643 م) هو دبلوماسي، ومؤرخ من جمهورية هولندا، وهولندا، ولد في هارلم، توفي عن عمر يناهز 57 عاماً.

## معرض صور

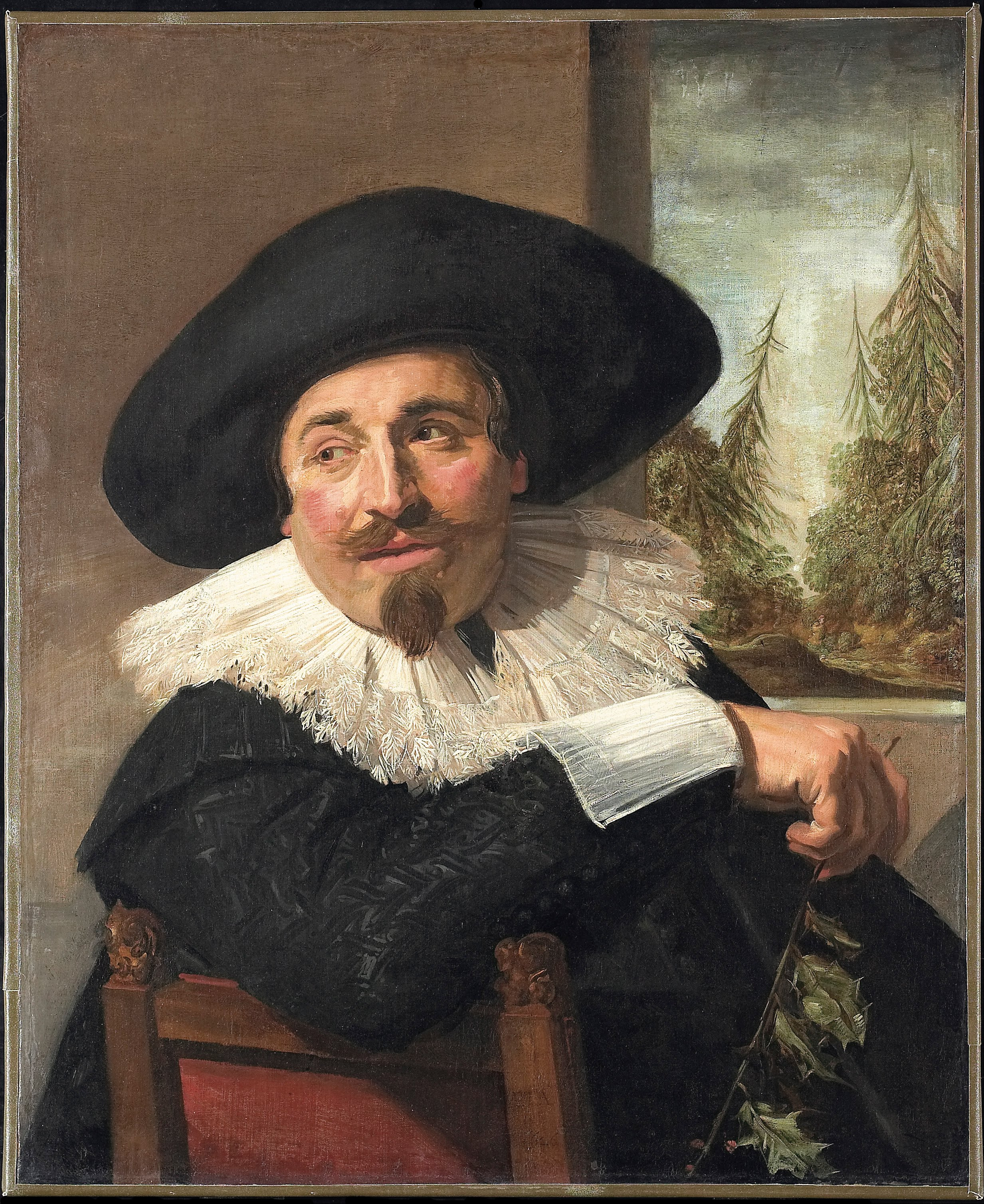
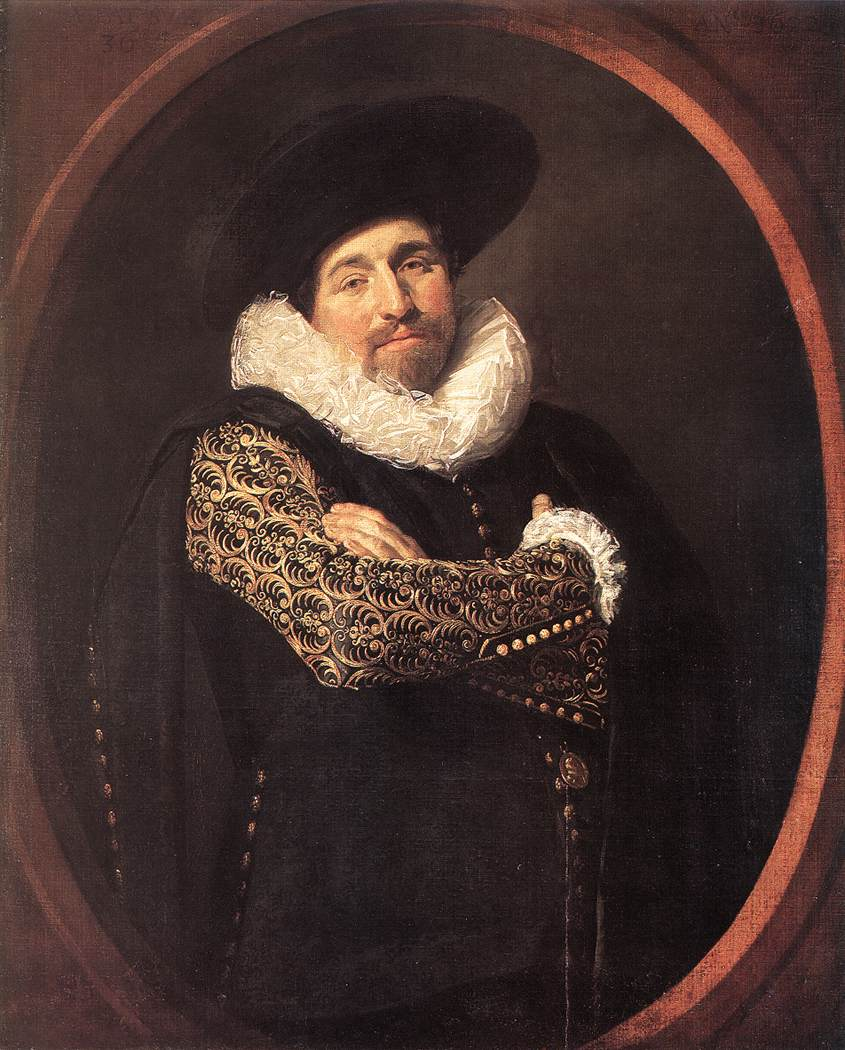
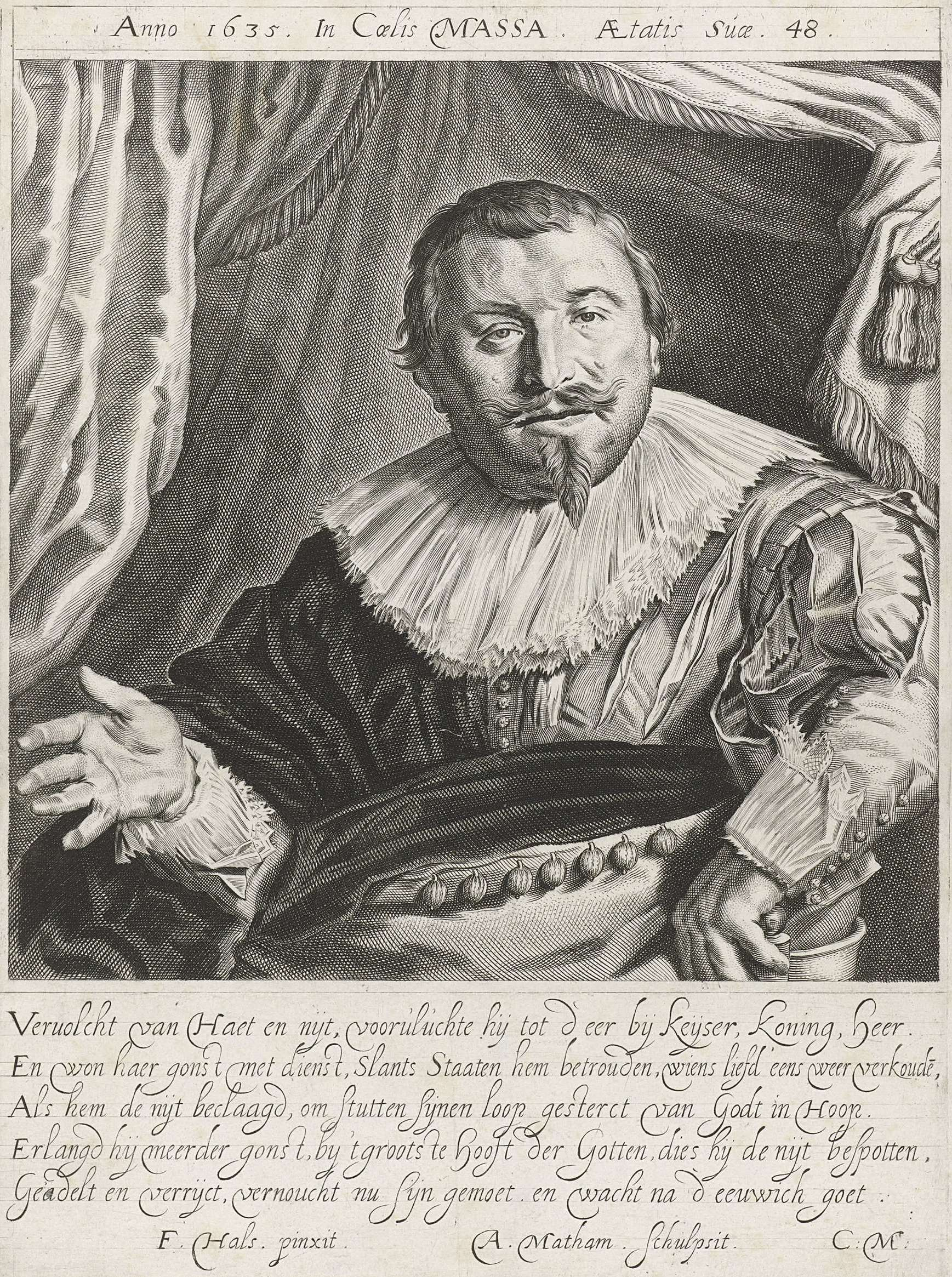
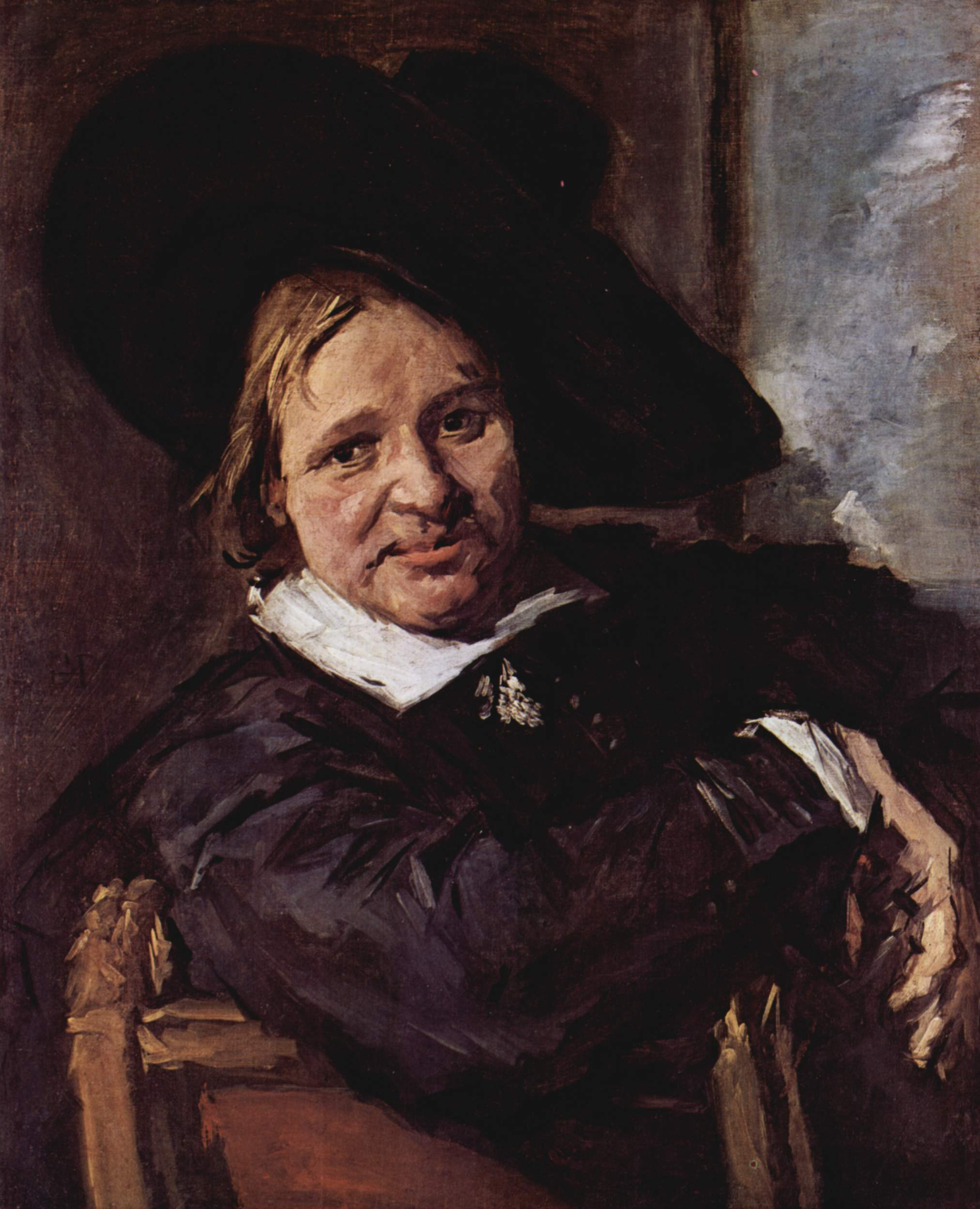
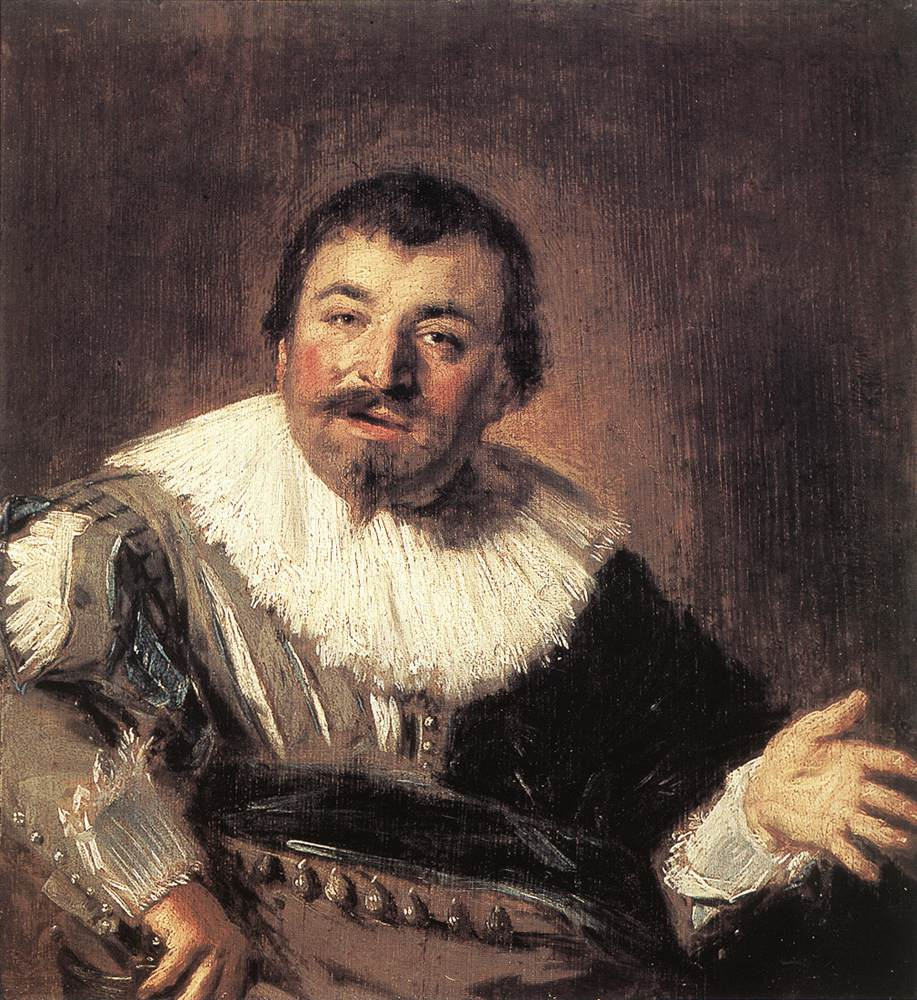